# Orsans (Doubs)
Orsans é uma comuna francesa na região administrativa de Borgonha-Franco-Condado, no departamento de Doubs. Estende-se por uma área de 8,29 km². Em 2010 a comuna tinha 166 habitantes (densidade: 20 hab./km²).